# Mesodiplosis callitridis
Mesodiplosis callitridis är en tvåvingeart som beskrevs av Peter Kolesik 2000. Mesodiplosis callitridis ingår i släktet Mesodiplosis och familjen gallmyggor. Inga underarter finns listade i Catalogue of Life.